# 横浜国立大学教育学部附属横浜中学校
横浜国立大学教育学部附属横浜中学校（よこはまこくりつだいがくきょういくがくぶふぞくよこはまちゅうがっこう）は、神奈川県横浜市南区大岡二丁目にある国立中学校。横浜国立大学教育学部の附属学校である。

## 概要
横浜国立大学の附属学校として、戦後に開校された学校である。元々は中区立野に所在していたが、横浜国立大学工学部弘明寺キャンパスの建物を引き継ぎ、1981年（昭和56年）8月、校舎移転。2000年に登録有形文化財に登録されている。2008年度に外壁のタイルを新しくし、また校章を「青海波」としている。
各学年120人となっており、帰国子女が各学年15名在籍する。1学年3クラスの計9クラスとなっており、１クラスあたり約40名の生徒が在籍する。
なお、横浜国立大学大学院教育学研究科の教育相談・支援総合センターとしても活用されている。名称は弘明寺相談室。

## 沿革
- 1947年（昭和22年）5月 - 神奈川師範学校女子部附属小学校高等科を独立分離し、神奈川師範学校女子部附属中学校として発足。
- 1949年（昭和24年）6月 - 校名を横浜国立大学神奈川師範学校横浜中学校に変更。
- 1951年（昭和26年）4月 - 校名を横浜国立大学学芸学部附属横浜中学校に変更。
- 1966年（昭和41年）4月 - 校名を横浜国立大学教育学部附属横浜中学校に変更。
- 1978年（昭和53年）4月 - 海外帰国生徒定員枠を新設。
- 1981年（昭和56年）8月 - 中区立野地区より本大学工学部弘明寺キャンパス跡地へ校舎移転。今日に至る。
- 1997年（平成9年）10月 - 校名を横浜国立大学教育人間科学部附属横浜中学校に変更。
- 2000年（平成12年）11月 - 本校校舎が登録有形文化財に登録される。
- 2017年（平成29年）10月 - 校名を1966年から1997年まで使われていた横浜国立大学教育学部附属横浜中学校に戻す。

## 特色
- 2009年4月からは、神奈川県立光陵高等学校と連携し、連携型中高一貫教育が実施されているが、本校は国立学校である一方、光陵高校は神奈川県立学校であるため、一般的な中高一貫教育とは性質が異なる。
- 本校の授業では教科を問わず班での探求的グループワークを行うことが多い。
- 「TOFY」(Time Of Fuzoku Yokohamaの略)と呼ばれる探求的活動を行う時間が設定されている。
- 本校の授業ではノートをほとんど使用せず、代わりに授業プリントとファイルを用いる。
- 横浜国立大学教育学部附属横浜小学校から内部試験を受け内部進学してくる生徒が5、60名いる。
- 県内の公立中学校からよりすぐりの教諭を集めた学校である。また連携のために、神奈川県立光陵高等学校の教諭が着任される場合もある。
- 本校の校長は、横浜国立大学教授が着任する。
- 横浜国立大学教育学部生が教育実習に来る。横浜国立大学教職大学院の学生が一年程度実習をする場合もある。
- 隣接している横浜国立大学教育学部附属特別支援学校との交流プログラムもある。
- 学校名が長いため「横浜国立大学附属横浜中学校」や「附属横浜中学校」、「国大横浜」、「Fy」などと略される。
- 校内・学校周辺では生徒のことを「Fy生」や「附中生」、「横国生」などと呼ぶ。
- 現在の校舎は、横浜国立大学工学部（旧制横浜高等工業学校）の旧校舎を再利用したものである。
- 2009年度より、生徒の制服を男女ともブレザーに変更。従来は男子が詰襟、女子がスーツであった。
- 映画「BU・SU」で、主人公の通う高校として本校が使われた。
- 現在は部活動ではなく「Fy型Circle」となっており、部活より緩めの活動となっている。

## 著名な卒業生
- 赤荻歩 - TBSテレビアナウンサー
- 大河原あゆみ - フリーアナウンサー（元山口放送 (KRY) アナウンサー）・クリエイティブ・ディレクター
- 太田秀和 - 西武ライオンズ元代表取締役球団社長兼オーナー代行[1]
- 小川晋一 - フジテレビ執行役員
- 紀田順一郎 - 小説家・評論家[1]
- 佐々木かをり - イー・ウーマン代表取締役社長など[1]
- 高木実 - 地図切手研究家、元学校法人高木学園理事長[1]
- 千葉景子 - 元参議院議員・弁護士元法務大臣[1]
- 吉野裕之 - 歌人・俳人
- 波木井賢 - ヴィオラ奏者
- 杉山敦子 - ハープ奏者。日本ハープ協会運営委員。
- 加島牧史（裕吾） - ギャラリーバーカジマオーナー。父は詩人、アメリカ文学研究者、翻訳家、随筆家、タオイストの加島祥造。
- 迫田朋子 - ジャーナリスト。元NHK放送総局番組制作局教育番組センター・チーフディレクター、解説委員、アナウンサー。
- 宮島洋 - 経済学者。東京大学名誉教授・元副学長[1]
- 横須賀薫 - 元宮城教育大学学長[1]
- 渡邊あゆみ - NHKアナウンサー[1]

## アクセス

### 鉄道
- 横浜市営地下鉄ブルーライン：弘明寺駅徒歩1分弱
- 京浜急行電鉄：弘明寺駅徒歩10分

### バス
- 横浜市交通局、神奈川中央交通、江ノ電バス横浜
  - 横浜駅方面/ 桜木町駅方面/ 磯子駅方面/ 上大岡駅方面/ 保土ケ谷駅方面/ 東戸塚駅方面/ 大船駅方面/ 港南台駅方面など

### 道路
- 神奈川県道21号横浜鎌倉線（鎌倉街道）